# Julie von May (von Rued)
Julie von May (von Rued), född 26 februari 1808 i Bern, död där 5 mars 1875, var en schweizisk feminist.  Hon var ordförande för den första kvinnoföreningen i Schweiz, Association Internationale des Femmes och därefter verksam även i Association pour la défense de la Femme av droit, och betraktas som en av de två främsta pionjärgrundarna för den schweiziska kvinnorörelsen under den första vågens feminism, jämsides med Marie Goegg-Pouchoulin.
Medan hennes samarbetspartner Marie Goegg-Pouchoulin har karaktäriserats som en "maximalist" som begärde jämlikhet mellan kvinnor och män på alla nivåer av samhället, har Julie von May (von Rued) blivit företrädare för den pragmatiska delen av kvinnorörelsen: hon begärde kvinnors rätt att ärva, studera och arbeta på samma villkor som män, och förklarade att så länge män gav kvinnor de rättigheter de behövde för att kunna leva ett självständigt och oberoende liv, skulle det inte bli nödvändigt för kvinnor att få samma politiska rättigheter som män, som till exempel rösträtt. 